# Phegopteris pilosissima
Phegopteris pilosissima là một loài dương xỉ trong họ Thelypteridaceae. Loài này được Conz. mô tả khoa học đầu tiên.
Danh pháp khoa học của loài này chưa được làm sáng tỏ. 